# Cattedrale di Gap
La cattedrale di Nostra Signora e Sant'Arnolfo (in francese: Cathédrale Notre-Dame-et-Saint-Arnoux) si trova a Gap, in Francia, ed è la cattedrale della diocesi di Gap-Embrun.

## Storia
La chiesa è stata costruita tra il 1866 e il 1904 in stile neogotico, in voga a quel tempo, dall'architetto Charles Laisné, in sostituzione di una precedente cattedrale medievale caduta in rovina. La chiesa presenta una facciata policroma a causa dell'uso di pietre di diversi colori e si ispira alla cattedrale di Embrun ed allo stile lombardo. La cattedrale è stata consacrata nel 1895 ed è classificata come monumento storico dal 1906.

## Galleria d'immagini

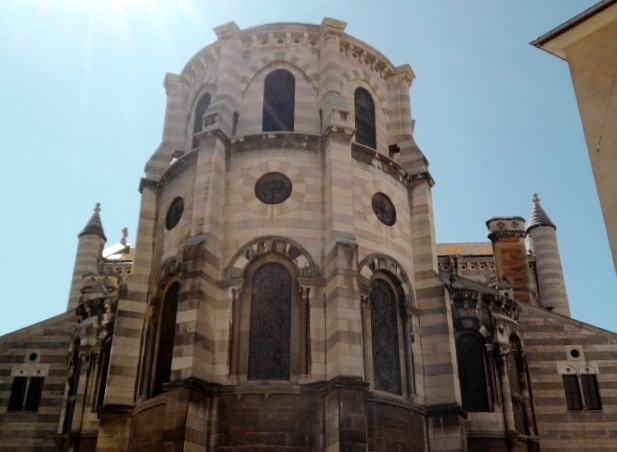
L'abside
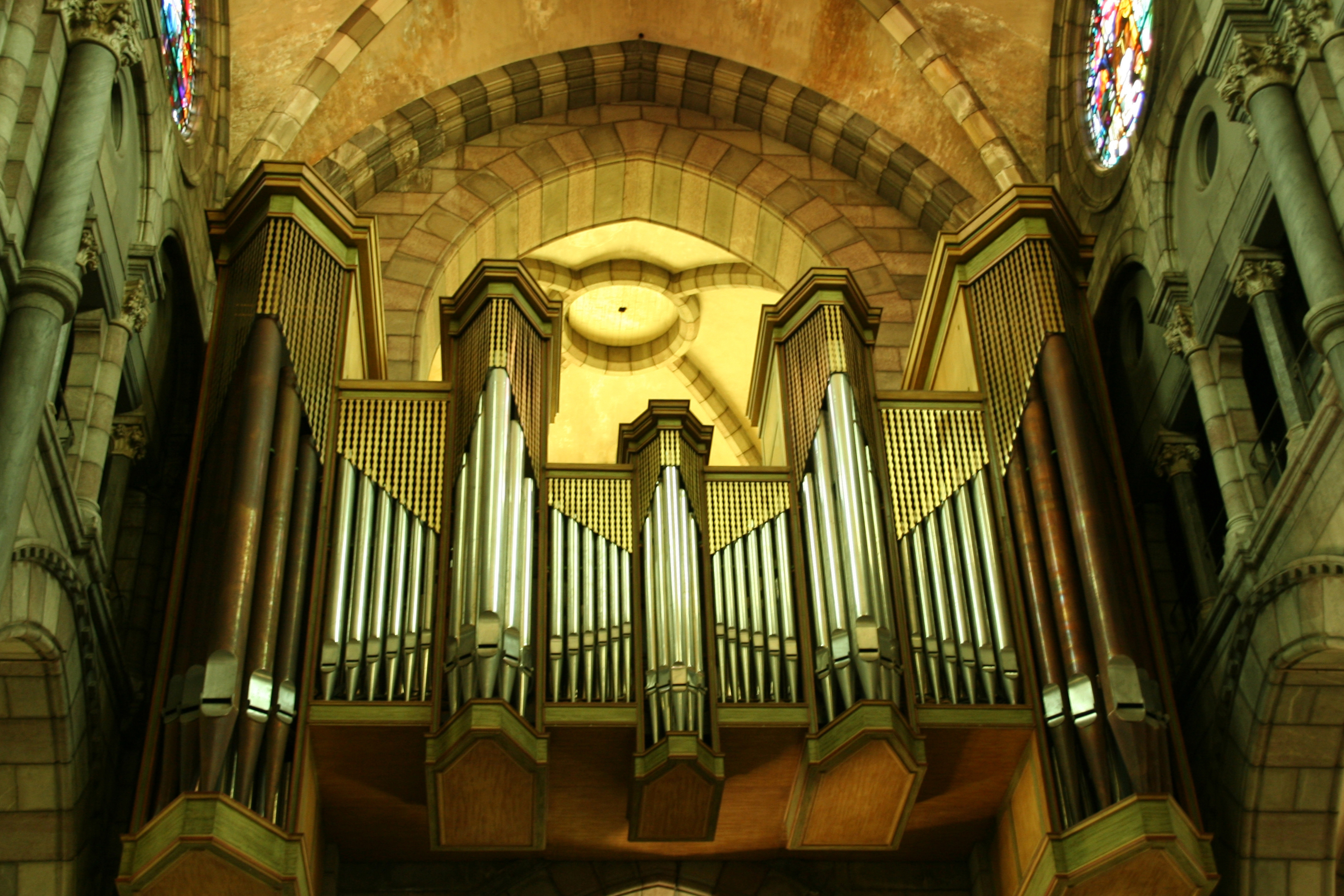
L'organo nella cattedrale
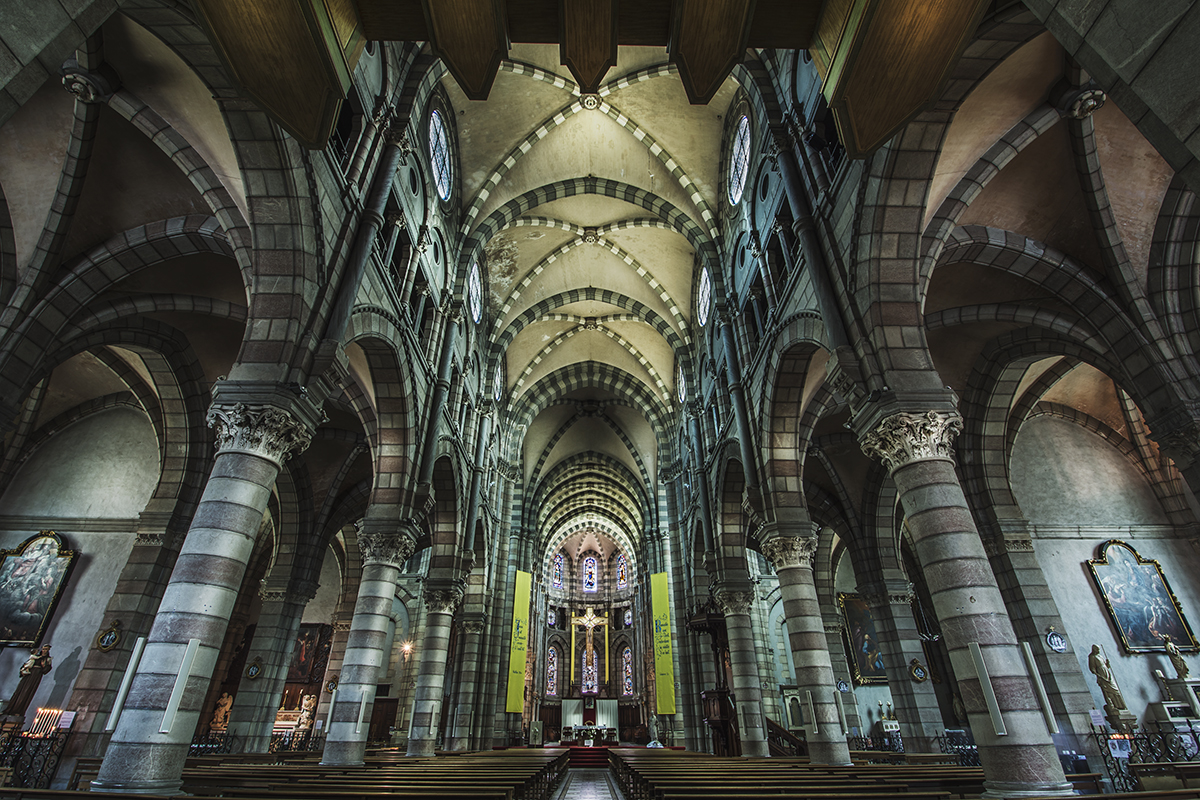
Veduta interni